# 孝明天皇の冕冠

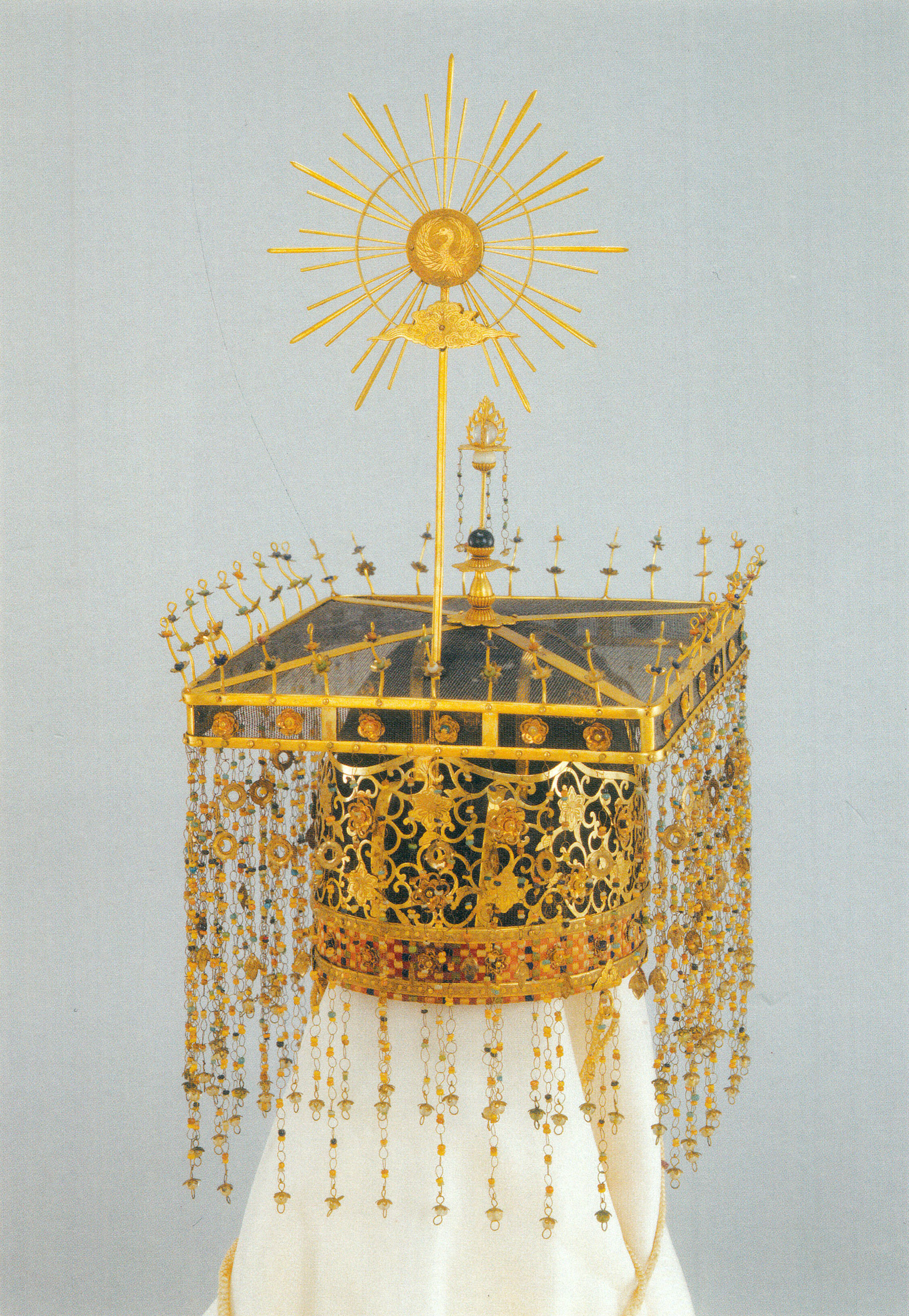
孝明天皇の冕冠

孝明天皇の冕冠（こうめいてんのうのべんかん）は、孝明天皇が着用した冕冠。実際は後桃園天皇以前の冕冠を修補して使用した可能性がある。御物。

## 由来
冕冠は天皇が即位の礼に際して袞衣（天皇礼服）とともに着用する礼冠の一種である。袞衣と合わせて袞冕十二章ともいう。
大正元年（1912年）に京都御所の蔵の装束を調査した際に作成された『御服御目録』（宮内庁書陵部蔵）に、この冕冠は「孝明天皇御料」と記されており、孝明天皇の即位に際して新調されたものと考えられている。しかし、山科言成の『言成卿記』には古物を使ったとあり、それ以前の天皇の冕冠の可能性も指摘されている。
『言成卿記』弘化4年（1847年）8月25日条に、孝明天皇の冕冠はもとは後桃園天皇の冕冠だったと記されている。旒等が損傷していたので修復したとある。
後桃園天皇は明和8年（1771年）に即位の礼を行っているので、もし孝明天皇の冕冠が後桃園天皇のものだったとすれば、1771年に新調されたものになる。
また、『御服目録』（内閣文庫蔵）には、享保20年（1735年）を下限とする、当時京都御所の蔵にあった天皇礼服の数が記されており、それによると、大（成人用）が2、小（幼少用）が3あったという。大は第111代後西天皇、第115代桜町天皇、小は第112代霊元天皇、第113代東山天皇、第114代中御門天皇のものと比定されている。第110代後光明天皇以前の礼服は承応2年（1653年）の禁裏炎上の際に焼失したと考えられている。
大の目録のうち、玉冠、大袖、小袖、裳の数は2であるのに対して、綬、玉佩、笏は1とあり、後者は古物を再利用したと思われる。大袖、小袖、裳は天皇毎に新調されたのに対して、玉冠、綬、玉佩等は古物を再利用することが多かった。
第116代桃園天皇は、延享4年（1747年）の即位の礼のときは数えで7歳とまだ幼かったが、元服を済ませていたため成人用の冕冠を用いた。しかし、重く安定しなかったため、金銅の代わりに紙や金漆による部品を増やした冕冠を新調した（『八槐記』延享4年9月16日条）。
大正元年の『御服御目録』には、成人天皇用の冕冠が3頭あったと記されており、そのうち2頭は仁孝天皇と孝明天皇の冕冠であり、残り1頭は桃園天皇の冕冠だったと思われる。
ここで問題なのは後西天皇以降の礼服はすべて焼失せずに現存しており、したがって、大正元年にあった冕冠3頭のうち、2頭はもとは享保20年の『御服目録』に記された後西天皇と桜町天皇の冕冠が修補されながら伝来した可能性が高いということである。
紙を多く用いた桃園天皇の冕冠は明らかにその特徴を異にするから、仁孝、孝明の冕冠は実際は後西、桜町の冕冠だった可能性が高くなる。それゆえ、孝明天皇の冕冠は実際には後西、桜町の冕冠のいずれかを後桃園天皇が再利用したものをさらに再利用したものだった可能性がある。

## 特徴
1. 日形と三足烏
2. 瑞雲
3. 火炎宝珠
4. 冕板
5. 立玉
6. 巾子
7. 旒
8. 押鬘
9. 纓

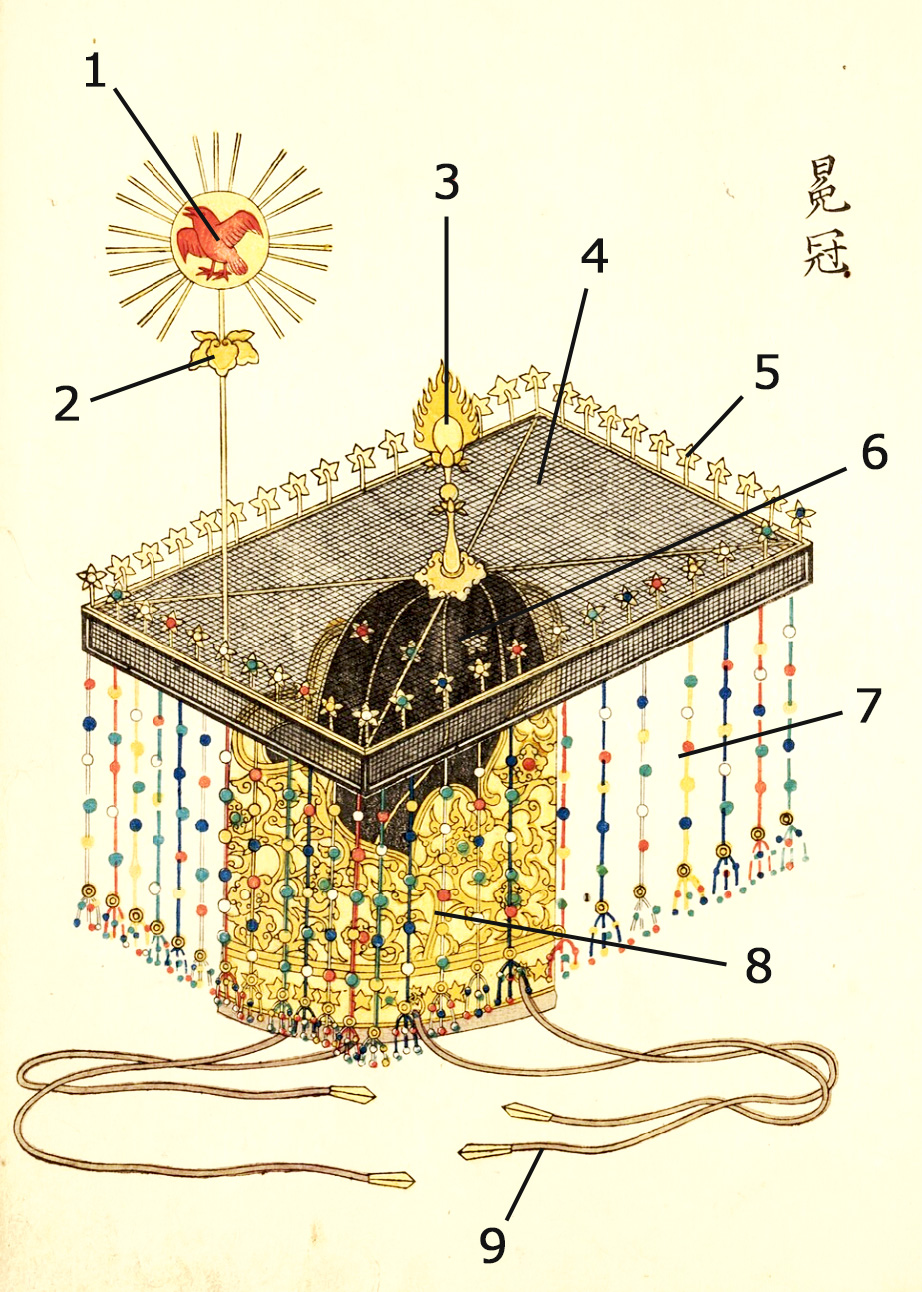
冕冠の構造:

大きさは縦20.5cm、横19.5cm、高さ37.5cm、素材と製法は銅、鍛造、鍍金、羅、錦、水晶、ガラスである。
丸みを帯びた巾子の周囲に、金銅製の押鬘（おしかずら）を廻らす。押鬘の下部は鉢周りに石畳文様を織り表した錦張りの上下縁に圏線の間に連珠文を表した細い帯状金具を取りつける。押鬘の上部は花唐草の意匠からなる透かし彫りである。透し彫り部分には所々に、中央に色玉を留めた六弁花の立体的な花飾りが取り付けられている。
頭頂には金銅製の枠に黒羅を張った冕板が乗る。冕板中央には火炎と水晶の宝珠を配す。押鬘の正面に冕板を突き抜ける形で金銅製の棒を立て、その先端に日形の飾りがつく。日形の中に三足烏（八咫烏）を毛彫りで描く。日形の下には瑞雲の飾りが取りつけられている。
冕板の四周には、先端が輪状の金銅製棒の先と中ほどに色玉を嵌入した花弁を付けた立玉（たてたま）の飾りが立ち並ぶ。冕板側面は3つの区に分けられ、それぞれの区の中に5弁の花弁を重ねた金銅製花飾りを2個ずつ配する。
冕板の端からは、様々な色のガラス玉2顆を入れながら細い針金を輪にしてつないだ長短の鎖3条を一組とする旒が9旒と、金銅製の蕾形の飾りを先端に付けた旒が9旒が交互に垂下する。
合計すると1面に18旒となり、それが4面に垂下するので合計72旒となる。これは中国の皇帝の冕冠が冕板の前後に各12旒、合計24旒であるのに対して、その3倍に相当する。鎖3条を1組とせず3旒と計算すれば、1側面に36旒、合計144旒になる。
中国の冕冠の旒や玉の数は『周礼』、『礼記』といった儒教の経典の記述とその解釈に基づくものだが、日本の冕冠の様式はそうした儒教的解釈に囚われていないことがわかる。
また、旒は中国の冕冠のように単純に玉を糸で貫いたものではなく、針金で鎖を作り所々にガラス玉を配したものであり、おそらく古代の金銅製冠や仏具の瓔珞の影響もあると思われる。

## 他の冕冠との比較
源師房『土右記』の長元9年（1036年）7月4日条の「礼服御覧」の記事に、清和天皇のものと思われる冕冠の特徴が記されている。それによると、日形は水晶2枚で作られているとあるので、三足赤烏の像を間に挟んだ水晶玉だったと推測される。また、旒（瓔珞）は、前後に各12旒とあり、冕板の側面にはなかったと思われる。火炎宝珠の記述はない。
旒が途中から3条に分かれる仕様は、『絹本著色後醍醐天皇御像』に描かれている神武天皇の冕冠もそのようになっているので、その伝承の真偽はさておき、少なくとも14世紀にはそのような仕様になっていたと思われる。また、『土右記』で旒を瓔珞と記述しているので、あるいは清和天皇の頃からそうだった可能性もある。
中世の冕冠は、承応2年（1653年）の禁裏炎上の際に焼失したと考えられている。京都の八坂神社に神宝として、承応3年（1654年）の冕冠（京都市指定有形文化財）が伝来しているが、冕板の前部に立つ日形の飾り、冕板の四周に配された立玉、垂下する鎖状の旒など、その特徴は孝明天皇の冕冠と同様である 。それゆえ、17世紀半ばには、孝明天皇の冕冠と同様の様式の冕冠が存在していたことになる。
京都御所の東山御文庫には、仁孝天皇の冕冠も御物として伝来しているが、その形状は孝明天皇の冕冠とほぼ同じである。